# 發現號遠征
發現號遠征（Discovery Expedition）是二十世紀初，南極探險的英雄時代的一場大規模南極遠征，由英國皇家地理學會規劃。

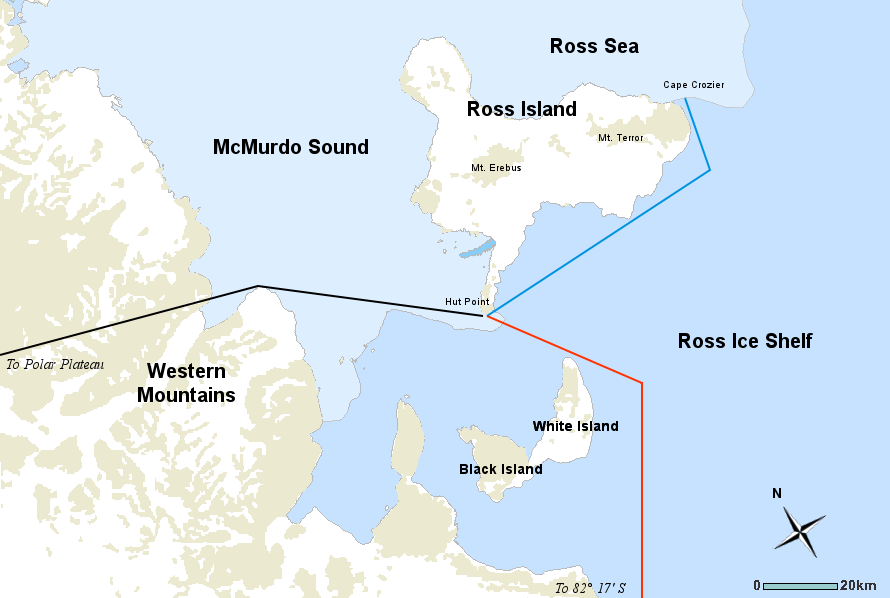
發現號遠征路線

英國皇家海軍軍官羅伯特·法爾肯·史考特是這場遠征的領導人，其他成員包含歐內斯特·沙克爾頓、湯姆·克林等。1901年眾人登上發現號（RRS Discovery）啟航，1902年1月抵達南極阿代爾角。在往南方前進的同時，眾人出現壞血病、雪盲症症狀。1902年12月，遠征隊抵達南緯82°，隨後返回英國。1903年史考特與部分隊員再度來到南極，到達費拉爾冰川並探索周圍地形。1903年底回到發現號的史考特等人發現船隻陷於浮冰中動彈不得，直到隔年2月才脫困。1904年史考特與隊員回到英國。